# Чемпионат СССР по тяжёлой атлетике 1968
43-й чемпионат СССР по тяжёлой атлетике прошёл с 13 по 19 мая 1968 года в Луганске (Украинская ССР). В нём приняли участие 85 атлетов, которые были разделены на 8 весовых категорий и соревновались в троеборье (жим, рывок и толчок).

## Медалисты
| Категория                         | Золото                                     | Золото                           | Серебро                                | Серебро                      | Бронза                                    | Бронза                           |
| До 56 кг (легчайший вес)          | Геннадий Четин Вооружённые Силы Пермь      | 347,5 кг (107,5 + 107,5 + 132,5) | Алексей Вахонин «Труд» Шахты           | 345 кг (107,5 + 102,5 + 135) | Владислав Крищишин Вооружённые Силы Львов | 332,5 кг (110 + 95 + 127,5)      |
| До 60 кг (полулёгкий вес)         | Эркин Каримов «Буревестник» Ташкент        | 375 кг (115 + 110 + 150)         | Дито Шанидзе «Гантиади» Тбилиси        | 370 кг (115 + 110 + 145)     | Николай Варава «Авангард» Луганск         | 362,5 кг (115 + 105 + 142,5)     |
| До 67,5 кг (лёгкий вес)           | Николай Ногайцев «Динамо» Москва           | 417,5 кг (132,5 + 127,5 + 157,5) | Евгений Гирко «Урожай» Уфа             | 410 кг (132,5 + 117,5 + 160) | Пётр Король «Динамо» Львов                | 402,5 кг (132,5 + 115 + 155)     |
| До 75 кг (полусредний вес)        | Виктор Куренцов Вооружённые Силы Хабаровск | 462,5 кг (152,5 + 130 + 180)     | Евгений Смирнов «Зенит» Ленинград      | 455 кг (150 + 135 + 170)     | Валерий Поспелов «Труд» Иваново           | 435 кг (140 + 125 + 170)         |
| До 82,5 кг (средний вес)          | Григорий Кочиев «Спартак» Донецк           | 470 кг (155 + 135 + 180)         | Борис Селицкий «Локомотив» Ленинград   | 470 кг (150 + 140 + 180)     | Владимир Беляев Вооружённые Силы Киев     | 460 кг (150 + 137,5 + 172,5)     |
| До 90 кг (полутяжёлый вес)        | Яан Тальтс «Йыуд» Таллин                   | 500 кг (165 + 145 + 190)         | Александр Кидяев «Авангард» Луганск    | 492,5 кг (162,5 + 145 + 185) | Анатолий Калиниченко «Динамо» Волгоград   | 487,5 кг (152,5 + 147,5 + 187,5) |
| До 102,5 кг (тяжёлый вес)         | Юрий Яблоновский «Авангард» Луганск        | 495 кг (157,5 + 145 + 192,5)     | Михаил Крашенинников «Динамо» Пенза    | 487,5 кг (160 + 142,5 + 185) | Анатолий Лобачёв «Спартак» Могилёв        | 482,5 кг (160 + 137,5 + 185)     |
| Свыше 102,5 кг (супертяжёлый вес) | Леонид Жаботинский Вооружённые Силы Киев   | 585 кг (195 + 170 + 220)         | Станислав Батищев «Буревестник» Донецк | 555 кг (182,5 + 165 + 207,5) | Василий Алексеев «Труд» Шахты             | 540 кг (190 + 145 + 205)         |